# Neoamerioppia badensis
Neoamerioppia badensis är en kvalsterart som först beskrevs av Woas 1986.  Neoamerioppia badensis ingår i släktet Neoamerioppia och familjen Oppiidae. Inga underarter finns listade i Catalogue of Life.